# Сливен Баскет
Сливен Баскет е български баскетболен клуб, основан през 2011 г. в Сливен, България. Играе домакинските си срещи в зала „Васил Левски“ в града. Цветовете на подрастващите отбори на клуба са синьо и оранжево, а на мъжкия – синьо и червено.

## Подрастващи
В момента Сливен Баскет се състезвава в няколко възрастови групи от 10 до 18 годишни момчета и момичета. Всички състезания, в които клубът участва са организирани от Българска Федерация по баскетбол.

## Мъже
След като Община Сливен отпусна 100 хил. лв. на БК "Сливен Баскет" от сезон 2024/2025 той се състезава в Българска баскетболна лига (ББЛ) юг А група, която е втората най - висока дивизия в България, след НБЛ (Национална баскетболна лига).